# Kirke Helsinge
Kirke Helsinge – miasto w Danii, w regionie Zelandia, w gminie Kalundborg.